# Eurycorymbus
Eurycorymbus es un género con dos especies de plantas de flores perteneciente a la familia Sapindaceae. 

## Especies seleccionadas
- Eurycorymbus austrosinensis
- Eurycorymbus cavaleriei